# 华帚菊
华帚菊（学名：Pertya sinensis）为菊科帚菊属的植物，为中国的特有植物。分布于中国大陆的湖北、甘肃、陕西、河南、宁夏、山西、云南、青海等地，生长于海拔2,100米至2,500米的地区，多生长于溪边、山坡以及针叶林中，目前尚未由人工引种栽培。
其种加词“sinensis”意为“中华的”。

## 亚种
- Pertya sinensis subsp. maximowiczii (C.Winkl.) Cai F.Zhang & T.G.Gao
- 华帚菊指名亚种 Pertya sinensis subsp. sinensis